# Függővonal
A függővonal egy térgörbe, a vonzócentrum (pl. a Föld) nehézségi erőterének erővonala. A függővonal tulajdonképpen a nehézségi erő hatására szabadesést végző pontszerűnek képzelt tömeg által befutott pálya. Azaz, a függővonal jó megközelítéssel a nehézségi erőtérben szabadon függő, végtelen vékony, de súlyos és hajlékony anyagi szál egyensúlyi alakjának felel meg.
A függővonal alakja egyenletes tömegeloszlás esetén egy a homorú oldalát a forgástengely felé mutató síkgörbe lenne, de mivel a Föld tömegeloszlása nem egyenletes, sőt időben változó, ezért a függővonal egy kettős csavarodású térgörbe alakját veszi fel. Ezért csak rövid szakaszait ábrázolják (10–20 km), ezt közelítik egy függőleges egyeneshez. Ez a függőleges egyenes bármikor előállítható egy függő segítségével, mely egy vékony zsinórra erősített súlyos, hengerszimmetrikus, alul hegyes test.
A valóságos függővonal a geoidra, az elméleti függővonal a forgási ellipszoidra merőleges. A kettő ott tér el egymástól, ahol nagy a geoidunduláció. Általában ezek a helyek izosztatikus anomáliákhoz kötődnek. A függővonal-elhajlás a nagyobb sűrűségű tömegek felé jelentkezik.